# El amigo alemán
 El amigo alemán es una película filmada en colores coproducción de Argentina y Alemania dirigida por Jeanine Meerapfel según su propio guion que se estrenó el 4 de octubre de 2012 y que tuvo como protagonistas a Celeste Cid, Max Riemelt, Carlos Kaspar,   Jean-Pierre Noher y  Fernán Mirás.
La película fue candidata al premio Cóndor de Plata a la mejor película de 2013 y Celeste Cid por su actuación en el filme lo fue al premio Cóndor de Plata a la mejor actriz, ambas por la Asociación de Cronistas Cinematográficos de la Argentina.

## Sinopsis
Con el telón de fondo de las convulsiones políticas en la Alemania de 1968 y de la dictadura militar de 1976 en la Argentina transcurre la historia del amor entre Sulamit, hija de inmigrantes alemanes judíos, y Friedrich, hijo de inmigrantes alemanes nazis, que se conocen durante su adolescencia en el Buenos Aires de la década de 1950.

## Reparto
- Celeste Cid ... Sulamit Löwenstein
- Max Riemelt ... Friedrich Burg
- Carlos Kaspar ... Rudolf Burg
- Jean-Pierre Noher ... Philipp Löwenstein
- Fernán Mirás ... Profesor Durán
- Katja Alemann ... Martha Burg
- Noemí Frenkel ... Ida Löwenstein
- Daniel Fanego ... Eduardo
- Cipe Lincovsky ... Liesl Feldmann
- Adriana Aizemberg ... Tante Else
- Julieta Vetrano ... Sulamit niña
- Juan Francisco Rey ... Friedrich niño
- Benjamin Sadler ... Michael Tendler
- María Monteverde ... Margarethe
- Juan Freund ... Seppl Feldmann
- Betty Dimov ... Lotte Rothschild
- Nacho Steinberg ... Marcel Rothschild
- Laura Andino ... María
- Elsa Barrera Surco ... Consuelo
- Claudio Torres ... Empleado perrera
- Pierre Marquille ...  Profesor francés
- Guillermo Rodini ... Herr Arnoldo Schmidt
- Hartmut Becker ... Herr Werner Kunheim
- Lucas López Caruezo ... Horst Kunheim
- Santiago Chammas ... Christian
- Javier Mele ... Enfermero 1
- Sebastián Mogordoy ... Enfermero 2
- Raúl Alberto Defrancesco ... Director escuela secundaria
- Sofía Palomino ... Cristina
- Nicolás Goldschmidt ... Felipe
- Nicolás Torcanowsky ... Jorge
- Andrés Fimpel ... Von Alstentatt 1
- Eliseo Barrionuevo  ... Von Alstentatt 2
- Pablo Palmeyro ... Von Alstentatt 3
- Joaquín Berthold ... Polaco
- Edgardo Marchiori ...  Paco
- Blas Durán ... Paramilitar 1
- Laura Zelaya  ... Laura / Inge (Madre de Plaza de Mayo)
- Gabriela Daniell  ... Gabriela (Madre de Plaza de Mayo)
- Stella Gallazzi  ... Stella (Madre de Plaza de Mayo)
- Nora Zinski ... Nora (Madre de Plaza de Mayo)
- Susana Varela ... Mujer
- Eduardo Wigutow ... Conserje nocturno
- Iris Pedrazzoli ... Mujer guardiacárcel
- Víctor Hugo Carrizo ... Guardiacárcel 1
- Santos Lontoya ... Guardiacárcel 2
- Domingo Collueque ... Lonko (Jefe Mapuche)
- Carlos Leuquen ... Ceferino
- Santiago Segarra ... Juan
- Pablo Cañumil ... Joven mapuche
- Norberto Adrián Marre ... Mozo tren

## Comentarios
Beatriz Molinari opinó en La Voz del Interior:

”A medio camino entre la historia de amor y la crónica de época …intenta narrar los sentimientos de Sulamit …y Friedrich…a través de varias décadas, desde la adolescencia en Buenos Aires, en los años 1950, hasta la recuperación de la democracia en 1983….La película refleja en lo visual los cambios de época, con detalles cuidadosamente puestos frente a la cámara, preciosismo que, entre otras cosas, va acompañado, en lo que respecta a la construcción de personajes y situaciones, de una tendencia simplona que lleva a pintar estereotipos, todo el tiempo y en todo lugar….La película …se vuelve un ejercicio de reconstrucción de época bastante tedioso, en el que los niños de la primera parte hablan como si estuvieran leyendo. Si bien el elenco es muy generoso por su aporte al trazo elemental de los personajes …No sólo el estereotipo es un problema. Los enamorados funcionan como la excusa para describir 30 años de historia argentina, un plan pretencioso en el que las ideas malhieren a la historia de amor.”

Por su parte, Natalia Trzenko  en La Nación escribió:

”Hay tantos elementos históricos, emocionales … que hacia el final del film …cuesta identificarlos, recordarlos. La historia …, con sus peculiaridades históricas e interesante carga dramática, habría alcanzado para toda la trama, pero la directora eligió ampliar el espectro y sumar ingredientes que terminan por desdibujar su interesante mirada, esa que aparece en los pequeños detalles sobre la distante, pero concreta convivencia barrial entre los sobrevivientes del Holocausto y sus perpetradores y la sutil exposición sobre esa primera generación de hijos nacidos en la Argentina aunque anclados en el país -y el pasado- de sus padres.

…Así, las situaciones dramáticas que sufren los personajes centrales …no llegan a traducirse en escenas igual de profundas...”